# Insorgenze antifrancesi in Italia
Le insorgenze antifrancesi furono rivolte popolari scoppiate in Italia negli anni tra il 1796 e il 1814, ovvero l'arco di tempo del predominio francese sulla penisola italiana. La Francia rivoluzionaria, dopo aver invaso l'Italia, aveva abbattuto i principati italiani ed aveva fondato le cosiddette repubbliche sorelle, con la partecipazione di simpatizzanti filo-francesi e giacobini locali. Iniziarono durante la prima campagna d'Italia del generale Napoleone Bonaparte ed ebbero termine nel 1814 con l'abdicazione di Napoleone in seguito alla definitiva sconfitta degli eserciti francesi da parte della Sesta coalizione.
Le insorgenze antigiacobine e antinapoleoniche furono spontanee ed isolate le une dalle altre: gruppi di oppositori al nuovo regime si sollevarono in diversi luoghi, senza collegamento tra loro, senza un capo che le dirigesse, senza un piano tattico militare, senza armamento adeguato. La maggiore azione bellica vittoriosa si ottenne grazie all'Esercito della Santa Fede nel Regno di Napoli, dove il ristabilimento dell'antico regime fu più duraturo.

## Contesto storico

L'Italia nel 1796.

Il periodo 1796-1799, conosciuto in Italia come "triennio giacobino", vide la penisola invasa e conquistata dall'Armata d'Italia del generale Napoleone Bonaparte.

Il 10 aprile 1796 le truppe francesi occuparono i territori sotto il dominio austriaco (il Ducato di Milano e quello di Mantova); poi i territori del Ducato di Modena e Reggio e infine le province settentrionali dello Stato Pontificio (Ferrara, Bologna e Romagna). L'anno seguente cessarono di esistere le millenarie Repubblica di Venezia (12 maggio 1797) e la Repubblica di Genova (14 giugno 1797). Roma fu occupata il 10 febbraio 1798; il potere temporale del Papa fu dichiarato decaduto e fu instaurata la Repubblica. 
In tutta Italia rimasero formalmente indipendenti soltanto il Regno di Sardegna, il Principato di Benevento ed il Regno di Sicilia. Napoleone sconvolse l'assetto politico della penisola: le vecchie monarchie furono per la maggior parte deposte e sostituite dalle cosiddette Repubbliche sorelle, entità modellate sulle istituzioni della Francia rivoluzionaria; alcuni territori furono annessi direttamente alla Francia.
Sin dal 1789 in Italia si era sviluppata, non solo per effetto della propaganda francese, una corrente di pensiero che guardava con simpatia alla Rivoluzione, che permise al giacobinismo di trovare nella penisola terreno più fertile che in ogni altro paese europeo. Tra il 1791 e il 1793, si verificarono varie rivolte e manifestazioni filo-rivoluzionarie, come ad esempio a Dronero nel Piemonte, a Orsogna in Abruzzo e a Rionero in Basilicata. I principali centri di organizzazione erano le logge massoniche di Torino e Napoli, legate a quella di Marsiglia, che formarono società dedite ad attività sovversiva. Perseguitati dalla polizia, molti giacobini ripararono in Francia riunendosi intorno a Filippo Buonarroti. Malgrado ciò, sul movimento giacobino italiano i giudizi dei francesi oscillavano tra lo scetticismo e la diffidenza. Nel luglio 1796 Charles-François Delacroix chiese al riguardo un parere agli agenti diplomatici in Italia, ottenendo dal console Pascal-Thomas Fourcade la risposta: «Gli italiani in generale appartengono alla specie umana solo per la forma che la distingue e per i vizi che la disonorano». Inoltre, il Direttorio guardava con sospetto i nuclei di giacobini italiani legati a Babeouf e ai neoterroristi e molti credevano, come Carnot, che una repubblica italiana unificata avrebbe potuto rappresentare una rivale per la Francia. Sulla spinta degli eventi e sull'entusiasmo nato dal sopraggiungere dell'Armata d'Italia, il giacobinismo italiano aumentò notevolmente le proprie dimensioni e si diffuse in tutta la penisola. I suoi esponenti parteciparono attivamente alla vita politica ed amministrativa delle nuove repubbliche, che furono perciò anche dette "Repubbliche giacobine".
In seguito al principio stabilito dalla Convenzione francese il 15 dicembre 1792, i popoli "liberati" dalle truppe rivoluzionarie dovevano contribuire al mantenimento delle stesse, aumentando le imposte e tasse; si trattava di un'applicazione dell'antica consuetudine romana bellum seipsum alet ("la guerra nutre sé stessa") risalente a Catone il Censore, ciò provocò il malcontento degli italiani, che si trovarono obbligati a pagare il costo della permanenza dell'esercito francese sulla penisola. Inoltre i nuovi governi intaccarono i beni della manomorta ecclesiastica e molte proprietà ecclesiastiche vennero incamerate nel patrimonio dei demani pubblici.

Le insorgenze scoppiarono un po' ovunque durante la marcia di conquista degli eserciti francesi dal nord al sud della penisola.

## Gli anni dal 1796 al 1798

### Lombardia
La Lombardia del 1796 (Ducato di Milano) aveva confini più ristretti rispetto a quelli dell'attuale regione italiana. Non ne facevano parte: le province di Bergamo e Brescia e la città di Crema (appartenenti alla Repubblica di Venezia); la Valtellina (dominata dai Grigioni protestanti); la Lomellina e l'Oltrepò pavese (parti del Regno di Sardegna).

#### 1796
Napoleone Bonaparte fece il suo ingresso a Milano il 15 maggio 1796. Una volta preso possesso della piazzaforte milanese, i francesi comunicarono alla popolazione la quantità di generi alimentari di cui avevano bisogno per il proprio sostentamento. I milanesi dovettero raccogliere 
80 000 razioni di cibo (quando invece i militari sul territorio erano 10 000).
Iniziò poi il saccheggio delle risorse economiche e finanziarie. Fu pretesa una fortissima contribuzione di guerra, pari a 25 milioni di lire milanesi. Procedettero all'espropriazione: delle casse dello Stato; dei fondi comunali; degli istituti di beneficenza e religiosi; per finire, requisirono i pegni depositati nel Monte di Pietà. L'azzeramento delle sostanze causò la rovina dell'istituto, che dovette rimanere chiuso fino al 1804. Il saccheggio dei tesori italiani comportò anche l'asportazione di tesori dell'arte: i francesi compilarono la lista delle opere di valore da requisire. Dalla Pinacoteca Ambrosiana vennero sottratti: il cartone della Scuola di Atene di Raffaello, un disegno di Leonardo da Vinci, quadri di Bernardino Luini, di Rubens del Giorgione e di Mattia Preti, nonché tre preziosissimi manoscritti. Dalla chiesa di Santa Maria delle Grazie vennero prelevati l'Incoronazione di spine di Tiziano e il San Paolo di Gaudenzio Ferrari.
Se a Milano la collera dei cittadini fu fatta rientrare in tempi brevi, l'insurrezione si propagò velocemente negli altri centri e nelle campagne: il 23 maggio 1796 si sollevarono Pavia (che fu l'epicentro della rivolta), Como, Varese e i paesi limitrofi. Tutte le province della Lombardia, ad eccezione di Cremona, si sollevarono in rivolta contro gli occupanti francesi. Il 24 e 25 maggio l'agitazione proseguì nelle campagne pavesi e si propagò verso il lodigiano.
A Binasco i contadini occuparono il paese e cacciarono la guarnigione francese. Binasco fu anche il paese più colpito dalla repressione. Il 24 e 25 maggio, il generale Jean Lannes, al comando di uno squadrone di dragoni a cavallo (circa 160 uomini) e 3 compagnie di granatieri (circa 420 fanti), mise a ferro e fuoco le cascine del contado, fece razzia totale degli animali e dei viveri (compreso il foraggio per cavalli e muli), diede alle fiamme un terzo del paese, saccheggiò i valori delle chiese, consentì alla truppa lo stupro delle donne e l'assassinio di cerca cento persone, in prevalenza uomini, che si erano opposti con poche armi all'invasione francese, che ebbe solo la morte di un dragone.

Dopo la caduta del principale baluardo degli insorgenti, i francesi occuparono la vicina Pavia. Le mura furono prese a cannonate; la città fu saccheggiata il 25 e 26 maggio.

#### 1797
In marzo fu proclamata la Repubblica a Bergamo e a Brescia. I rivoluzionari, dopo aver dichiarato decaduta la dominazione veneziana (che a Bergamo durava dal lontano 1428), iniziarono una “guerra” contro le vestigia del passato, con la distruzione di simboli, statue e colonne. Numerosi villaggi insorsero. Nel Bresciano si distinsero i paesi di Lonato, Castenedolo a sud della città di Brescia e, a nord,  tutta la Val Trompia. I 34 comuni della Riviera di Salò si ribellarono apertamente contro i governi rivoluzionari. Le truppe giacobine bresciane e bergamasche  furono respinte e arrestate. Si rese necessario l'intervento dei francesi. Il 20 maggio la città di Salò fu costretta ad arrendersi. Successivamente i francesi dichiararono sciolta la Riviera.
In giugno si registrarono rivolte in Brianza (Seregno, Busto Arsizio).

#### 1798
Alla fine del XVIII secolo la Valtellina era sotto il dominio dei Grigioni protestanti, sotto i quali era aumentato il potere della famiglia Salis. Sin 1794 serpeggiavano moti di protesta a sostegno di rivendicazioni comunitarie contro le famiglie patrizie al grido di "Viva la libertà e vivano i francesi". Con l'ingresso di Napoleone in Italia venne costituito un circolo giacobino repubblicano a Sondrio, in collegamento con quello bresciano. Il circolo si diffuse al punto che i Grigioni inviarono nella valle 9 000 uomini armati. I valtellinesi li respinsero senza ricorrere alle armi; successivamente il Consiglio di Valle decise di inviare a Napoleone una richiesta di protezione e d'intervento per sistemare la contesa coi Grigioni. Inizialmente Napoleone suggerì che la valle si riscattasse con un compenso dato ai Grigioni e quindi ne entrasse a far parte a pieno titolo come "quarta lega", tuttavia la contrarietà di alcune componenti dei Grigioni fece fallire il progetto.

Il 4 luglio 1797 i giacobini locali tentarono il colpo di mano innalzando l'albero della libertà a Chiavenna ed organizzando un governo provvisorio. La reazione degli abitanti fu immediata: con moti di piazza destituirono le autorità grigionesi e le sostituirono con rappresentanti locali, anche col sostegno del clero locale. Venne abbattuta la statua del governatore Pietro Salis, furono cancellati gli stemmi delle famiglie patrizie e del dominio protestante. Infine, il 10 ottobre 1797 la Valtellina venne sottratta ai Grigioni ed annessa alla Repubblica Cisalpina con un decreto napoleonico. Opposizione all'annessione si ebbe in val San Giacomo ed a Villa di Chiavenna, entrambe collocate sul confine grigionese e aventi con questi forti vincoli commerciali.

Nel 1798 la Valtellina fu coinvolta in un ampio moto controrivoluzionario. Nella valle scoppiarono disordini e tumulti a Teglio e a Grosio. A Cepina gli insorti arrestarono e fucilarono il nobile bresciano Galeano Lechi, esponente giacobino. L'anno seguente si sollevò la bassa Valle e, per la seconda volta, Teglio; a Delebio fu fucilato dai controrivoluzionari il sacerdote filo-giacobino don Andrea Parravicini.
Tra il 1797 e il 1798 scoppiarono rivolte nel Mantovano. Un'estesa insorgenza scoppiò anche nel Canton Ticino, parte della Repubblica Elvetica, che aveva sostituito la Confederazione svizzera.

### Veneto

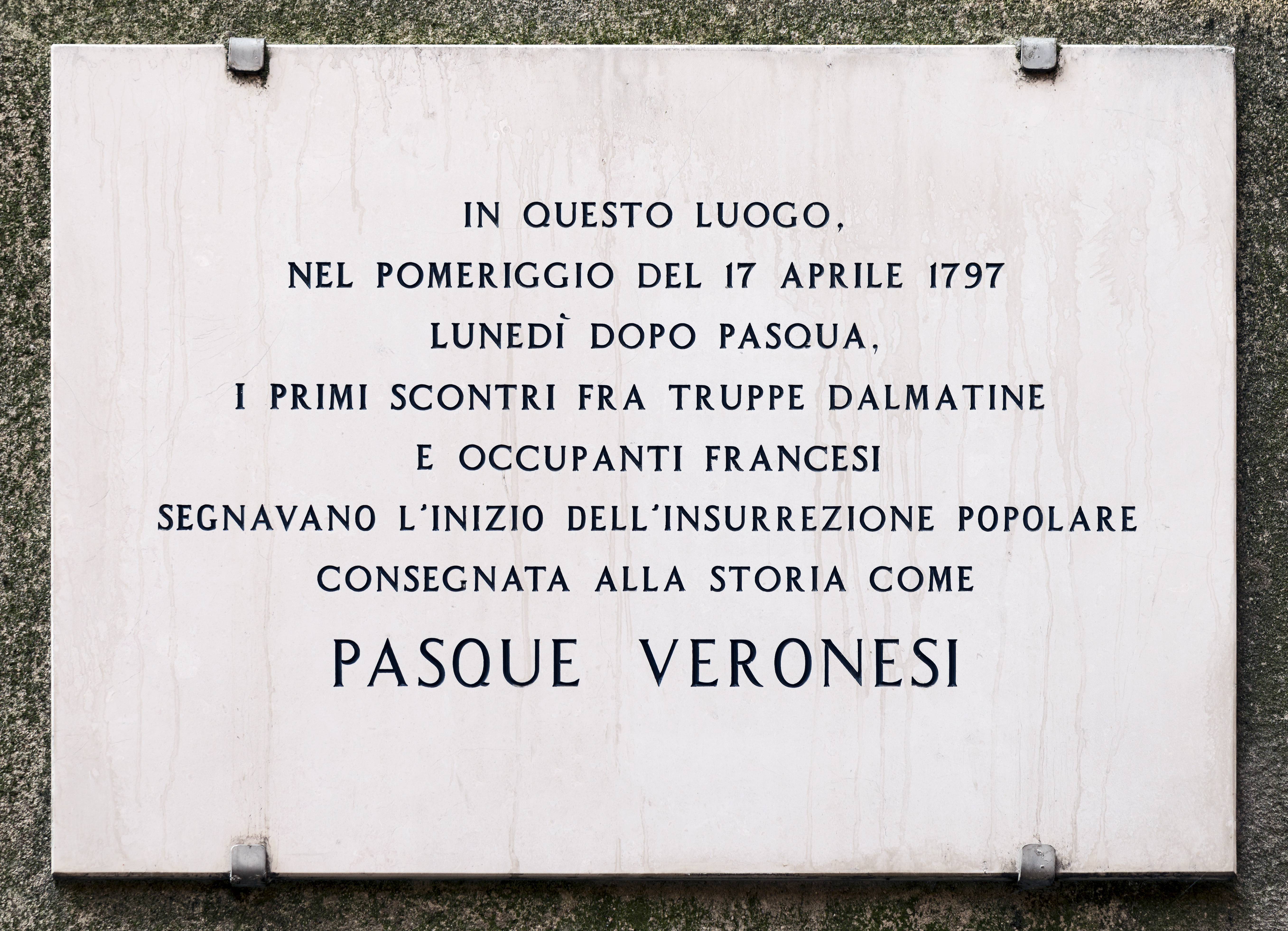
Il luogo in cui ebbero inizio le Pasque Veronesi e la lapide che ricorda l'episodio.

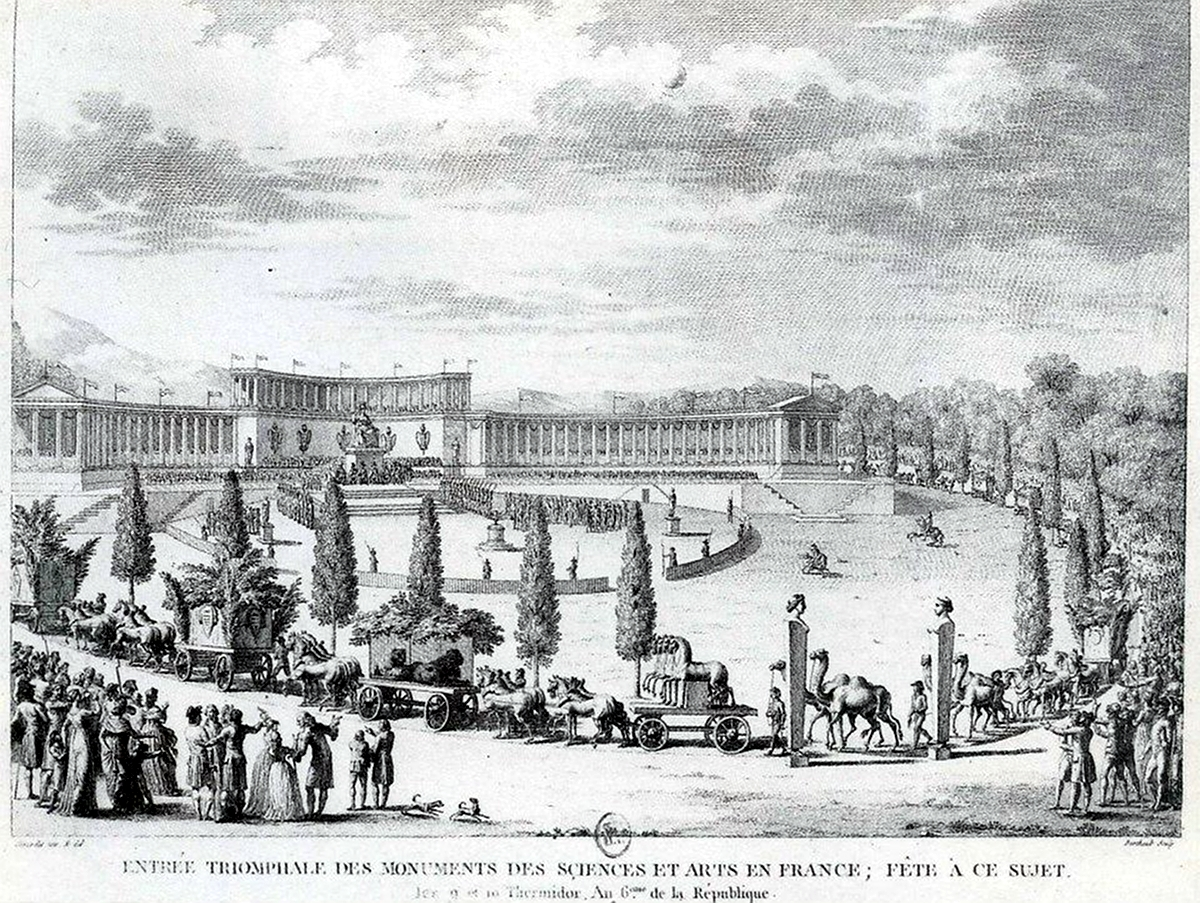
Ingresso a Parigi della carovana con le opere d'arte razziate da Napoleone, al centro i quattro cavalli di San Marco.

Dopo che nella primavera del 1796, era stata conquistata la Lombardia, la Repubblica di Venezia costituì il successivo obiettivo di Napoleone nella sua avanzata verso l'Austria. Gli avvenimenti si svolsero tra il 1796 e il 1797, culminando nella settimana del 17-25 aprile 1797.

Il 30 maggio 1796 i francesi sconfissero gli austriaci a Borghetto ed oltrepassarono il Mincio, entrando nel territorio veronese. Giunti a Verona, gli aggressori cacciarono le truppe veneziane dai forti militari della città e vi si insediarono (1º giugno). Non ebbe esito la dichiarazione di neutralità da parte della Repubblica Veneta. I rapporti tra la popolazione veronese e le truppe francesi furono difficili sin dall'inizio, a causa del comportamento più da occupanti che da "ospiti" delle truppe francesi. L'avanzata proseguì nei mesi di luglio e agosto. L'8 settembre Napoleone vinse la battaglia di Bassano. Alla fine del 1796 tutta la parte occidentale del Veneto era occupata dai francesi. La linea difensiva degli austriaci cominciava a nord di Vicenza e si prolungava fino al Cadore e al Friuli. Nonostante il Direttorio francese si fosse pronunciato per il rispetto formale della neutralità di Venezia, il generale francese ne aveva già deciso la fine.
Gli scontri tra francesi e austriaci proseguirono nei primi mesi del 1797. I cittadini locali, allarmati per l'atteggiamento remissivo della Repubblica, che aveva acconsentito al transito delle truppe francesi sul proprio territorio, imbracciarono le armi e si organizzarono in forze popolari. Tra tutte le sommosse che si registrarono, quella di Verona passò alla storia per le sue dimensioni e per le nefaste conseguenze che produsse sulla sorte della Repubblica stessa.
I tumulti scoppiarono a Verona il 17 aprile 1797 (secondo giorno di Pasqua), lo stesso giorno in cui veniva firmato il Trattato di Leoben con cui l'Austria cedeva la Lombardia ai francesi in cambio dei territori della neutrale Repubblica di Venezia; gli insorti presero possesso della città. Il popolo veronese fu il grande protagonista della sommossa: portò attacchi di propria iniziativa, a volte affiancato dalle truppe regolari venete. Le porte delle prigioni furono aperte liberando i soldati austriaci prigionieri dei francesi, che parteciparono a parte della rivolta.
L'esercito francese rispose puntando i cannoni, dai forti posizionati sulle alture circostanti, direttamente sulla città. Il 19 il popolo si preparò a una difesa ad oltranza. Il 20 iniziò l'assedio a Castel Vecchio, dove si erano asserragliati i francesi. La campana della torre dei Lamberti, che scandì i momenti più intensi della rivolta, fu colpita da numerosi colpi di cannone.
Intanto i francesi avevano chiamato i rinforzi. Il 21 la città era circondata da 15 000 soldati. Il 22 cominciarono a scarseggiare le munizioni e anche le scorte alimentari iniziarono a non essere più sufficienti. Il giorno successivo le maggiori autorità cittadine si riunirono. Il 24 i veronesi decisero di trattare la resa con i francesi.
La mattina del 25 aprile (giorno di San Marco) la città si arrese. Seguì la democratizzazione con l'insediamento di un nuovo municipio. La città fu obbligata a pagare una contribuzione di 1 800 000 lire tornesi e a consegnare l'argenteria delle chiese e di altri luoghi di culto. Numerose opere d'arte furono razziate, tra cui dipinti del Veronese e di Tiziano. Tutto il bottino fu fatto sfilare nel corteo di Parigi tra il 27 e il 28 luglio 1798. Le opere d'arte furono poi portate al museo del Louvre.
Le tre fortezze che dominano Verona bombardarono la città per otto giorni di seguito; gli scontri causarono un alto numero di vittime: si contarono almeno 2 056 morti. L'intera guarnigione veneziana fu deportata in Francia e rinchiusa nei campi di prigionia; solo un terzo dei soldati fecero ritorno vivi in Italia. Ripresa la città, i giacobini proibirono le processioni religiose ed anche i funerali. Inoltre abbatterono tutti i Leoni di San Marco e il monumento alla Serenissima che sorgeva in piazza Bra (la piazza più grande di Verona).
La reazione francese non si fece attendere anche sul piano culturale. A seguito delle Pasque Veronesi la Francia intensifico le spoliazioni di opere d'arte nella Repubblica di Venezia.

### Ducato di Modena
Tra la fine del 1796 e l'inizio del 1797 vi furono diverse sommosse nel territorio del ducato di Modena che, a partire dall'ottobre 1796, con il proclama di Bonaparte che destituiva il fuggitivo duca Ercole IIIº, era diventato una Repubblica, andando poi nello stesso mese a far parte della Cispadana. Dapprima si rivoltarono Concordia e Carrara, contro le quali intervenne una spedizione ordinata da Bonaparte e comandata dal generale nizzardo Jean Baptiste Rusca. Ma la sommossa più lunga e con più gravi conseguenze avvenne tra la fine di novembre 1796 e l'inizio del gennaio 1797 in parte della Garfagnana, area storicamente legata alla dinastia Estense; anche in questo caso essa fu repressa duramente con l'intervento di truppe francesi, cui vennero affiancate contingenti italiani della Legione Cispadana, e si ebbero condanne a morte, fucilazioni, ostaggi deportati ed abitazioni distrutte.

### Stato Pontificio

#### Legazioni di Ferrara e Ravenna
I francesi entrarono a Ferrara il 23 giugno 1796. Le autorità francesi, che avevano promesso nei loro proclami di rispettare la religione, ben presto cominciarono a spogliare le chiese dei loro tesori. Tale comportamento, di cui i francesi si fecero vanto di fronte alla popolazione, ne provocò la reazione sdegnata. A Lugo i giacobini asportarono il busto del patrono cittadino Sant'Ellero (per i lughesi, Sant'Ilaro), scatenando la sollevazione popolare. I lughesi cacciarono i francesi e resistettero, armati di soli fucili, per cinque giorni all'esercito transalpino.
Austria e Russia formarono la seconda coalizione antinapoleonica. Parigi, allarmata, richiamò tutti i suoi effettivi di stanza in Italia e richiamò le truppe presenti nelle legazioni pontificie. Non appena si allentò la presenza militare, si intensificarono i tentativi di ristabilire il vecchio governo. A Ravenna, il 12 luglio 1796, rientrò il legato pontificio Antonio Dugnani accolto trionfalmente dalla folla.

#### Legazione di Bologna
Anche a Bologna e nel contado la protesta si scatenò contro il divieto (mai esistito prima) alle tradizionali manifestazioni religiose. Tanto nel 1797 quanto nel 1798, a Minerbio, Porretta e in altri luoghi la popolazione sfidò il divieto percorrendo in processione le strade cittadine nel giorno del Corpus Domini. Alcuni giacobini approfittarono del nuovo clima politico per atterrare od asportare vari simboli religiosi: furono incarcerati e successivamente liberati. Ma quando venne colpito l'albero della libertà le conseguenze furono affatto diverse. Il 28 luglio 1798 don Pietro Maria Zanarini abbatté due alberi della libertà piantati sul sagrato della sua chiesa: fu punito con la pena di morte.

#### Roma e Lazio
Roma fu presa dall'esercito francese il 10 febbraio 1798, prendendo a pretesto l'assassinio in città del generale Mathurin-Léonard Duphot. Il 15 febbraio fu dichiarato decaduto il potere temporale di papa Pio VI e fu proclamata la Repubblica Romana, sul modello francese.
Le insorgenze si accesero nei quartieri più popolari: Trastevere e Monte Sacro. La Rivolta dei Trasteverini passò alla storia come Vespro Romano. Fu breve quanto sanguinosa: scoppiò la sera di domenica 25 febbraio e terminò il 1º marzo. Gli insorti catturati furono fucilati in piazza del Popolo. Negli stessi giorni la rivolta divampò anche nei Castelli Romani: Albano Laziale, Castel Gandolfo e Velletri. In luglio insorsero Veroli ed Alatri, nel frusinate. Anche tutto il Basso Lazio si sollevò contro gli occupanti.
Il 20 marzo 1798 fu promulgata la Costituzione della nuova Repubblica Romana. Il nuovo regime fu accolto freddamente dalla popolazione che, dopo aver subito i saccheggi che avevano accompagnato la presa della città, dovette accollarsi le pesanti contribuzioni imposte dagli occupanti francesi. Le rivolte nel Basso Lazio continuarono, tanto che il 31 luglio il comandante francese fu indotto a proclamare lo stato d'assedio su tutta la zona. Ma l'insorgenza non si fermò: in agosto divampò a Terracina, capeggiata da Giuseppe Maria Tommetta. Il 9, dopo una lotta accanita, la città venne conquistata e saccheggiata dai francesi. Dopo la presa di Ferentino il generale Girardon inviò una lettera al comando militare chiedendo urgentemente rinforzi. La missiva si concluse con un'espressione che divenne celebre: C'est absolumment la Vandée!. Nella zona continuò ad operare in funzione anti-francese la banda di Michele Arcangelo Pezza, più conosciuto con il nome di Fra Diavolo.

## L'insorgenza generale del 1799
Tra le potenze europee si formò una nuova coalizione austro-russa contro la Francia. Parigi richiamò molte delle sue truppe di stanza in Italia. Non appena si allentò la presenza militare francese, le insorgenze ripresero in tutto il Paese nel tentativo di ristabilire il vecchio governo. Ancora una volta furono protagoniste le classi popolari.

### Piemonte
Il 9 dicembre 1798 re Carlo Emanuele IV di Savoia, pressato dai francesi, rinunciò alla sovranità sul Piemonte. La regione venne trasformata in una repubblica, sotto il nome di Repubblica Subalpina; il malcontento popolare esplose subito dopo. Già in prossimità del Natale si sollevarono le campagne tra Alessandria, Asti ed Acqui; successivamente, la rivolta si fece generalizzata. A fine febbraio insorse il borgo di Strevi: i francesi lo assaltarono e gli appiccarono fuoco. Ad Asti (che il 9 maggio era stata liberata dai controrivoluzionari) il generale Falvigny rastrellò 95 persone, scelte a caso tra la popolazione ; il generale volle dare una lezione memorabile agli astigiani: condannò a morte 86 abitanti e li fece portare in piazza d'armi. Qui diede l'ordine di scaricare il fuoco. I moribondi furono finiti sia con le sciabole sia con gli zoccoli dei cavalli. Borgo Salsasio di Carmagnola venne dato alle fiamme dalle truppe dopo un'aspra battaglia con i contadini: si contarono centinaia di morti. I soldati francesi incendiarono anche il borgo di Piscina. Situazione analoga a Mondovì; qui gli abitanti si sollevarono al grido: Rimandiamoli nudi come vennero in Italia.La città venne assaltata dai francesi e gli abitanti vennero trucidati.
Mentre in Piemonte infuriava la guerra civile, dalla Lombardia giungevano le truppe austro-russe insieme alla “massa cristiana”, guidata da Branda de Lucioni (chiamato popolarmente “Brandaluccione”). Partito dalla Lombardia, Lucioni entrò in Piemonte all'inizio del maggio 1799; quindi prese Vercelli e Santhià. Il 13 cinse d'assedio Torino, favorendo così l'avanzata delle truppe austro-russe guidate dal generale Aleksandr Suvorov.
Le violenze dei francesi non servirono ad arrestare l'insorgenza, anzi fomentarono ancora di più la rivolta ed anche il Piemonte occidentale alpino si sollevò. Il 17 la “massa cristiana” di Branda de Lucioni, che non mollava la presa su Torino, bloccò un tentativo di accerchiamento, sconfiggendo tre colonne francesi. Quando Suvorov arrivò, il 25 maggio, l'armata di Lucioni contava circa 6 000 uomini. Il giorno seguente Suvorov fece il suo ingresso a Torino accolto dall'entusiasmo della popolazione. Fu il generale russo a sciogliere ufficialmente la “massa cristiana”, dichiarando compiuta la sua missione.

### Lucca
La Repubblica di Lucca, di fatto neutrale, fu invasa dalle truppe del generale Jean Mathieu Philibert Sérurier nel febbraio del 1799. Subito si dette vita ad una repubblica giacobina di stampo francese. I moti si ebbero nella successiva primavera e furono limitati alle campagne. In particolare le truppe francesi vennero assalite dai contadini in località Vinchiana (San Lorenzo di Brancoli) in val di Serchio. A Viareggio e nei paesi limitrofi ebbe invece luogo un'insurrezione popolare. 

### Toscana

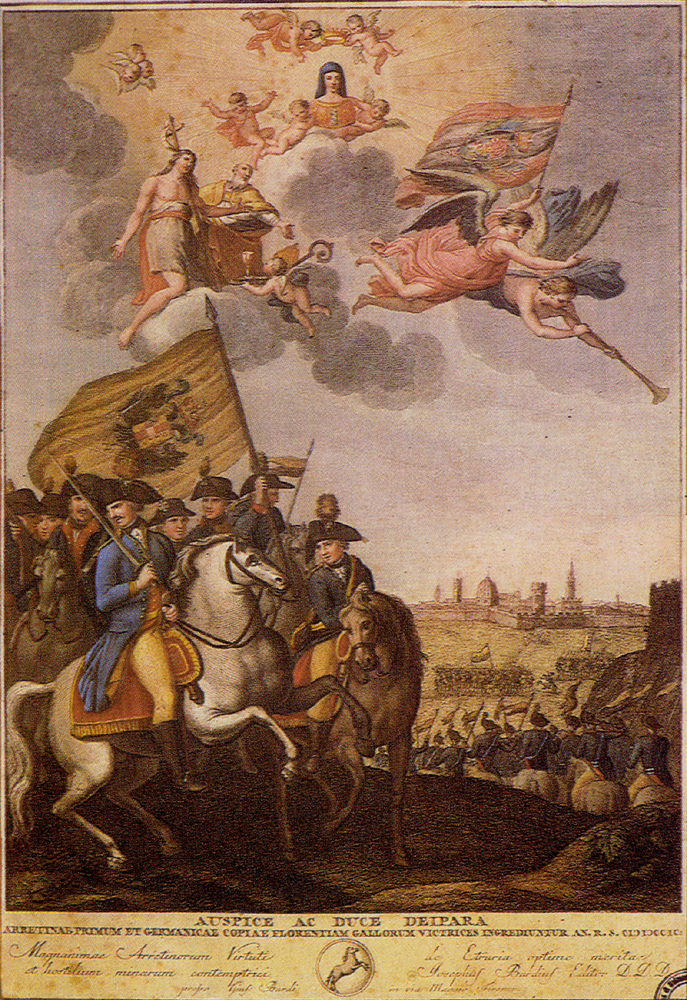
Stampa sanfedista illustrante l'ingresso delle truppe di Viva Maria a Firenze nel luglio 1799.

Durante la Campagna d'Italia (1796-97), il Granducato si era dichiarato neutrale. Il 24 marzo 1799 la Francia ruppe il patto siglato con il Granduca ed invase la Toscana. I primi tumulti antifrancesi si ebbero il 12 e 13 aprile a Firenze e Pistoia. I moti si allargarono a tutto il Granducato nei giorni successivi alla sconfitta francese ad opera del generale Suvorov e alla conseguente caduta della Repubblica Cisalpina (27 aprile 1799). L'insurrezione generale si diffuse dal Valdarno al Casentino e al Mugello. Nei giorni successivi, la città di Arezzo divenne la protagonista dei moti insurrezionali. Il popolo aretino si sollevò al grido di Viva Maria, riprendendo l'urlo di battaglia dei trasteverini nel tumulto antifrancese del 1798. Dopo aver messo in fuga la guarnigione francese, la città si organizzò efficientemente dotandosi di un autogoverno (“Suprema deputazione”) e di un comando militare. Le divise militari dell'Armata aretina recavano i colori della Toscana e l'immagine della Vergine del Conforto che, seguendo una radicata tradizione cattolica, fu creata “generalissima” dell'armata. L'esercito aretino, che arrivò a contare 50 000 effettivi, riuscì a respingere i francesi nella battaglia di Rigutino e liberò tutti i paesi e le città vicine, spingendosi successivamente in direzione delle Marche, dell'Umbria e del Lazio, ove conseguì numerosi successi: il 13 luglio cadde il forte di San Leo; il 3 agosto capitolò Perugia.

### Repubblica Cisalpina
Bologna
Migliaia di contadini armati si affiancarono ai soldati austriaci nei combattimenti contro i francesi. A Bologna le sollevazioni iniziarono dopo il 31 gennaio, giorno in cui il governo giacobino impose una nuova tassa su tutti i cittadini maggiori di 16 anni. Bande di contadini, sacerdoti ed ex soldati pontifici cominciarono a percorrere il territorio. Nacque l'appellativo insurżent, nome con cui le brigate popolari passarono alla storia. Gli insurżent liberarono Cento e San Giovanni in Persiceto. La sommossa si estese anche alla valle del Reno (Pianoro, Loiano, Monghidoro, Castel d'Aiano, Porretta, Lizzano). In marzo si fecero sempre più forti le voci dell'arrivo degli austriaci. In maggio gli insorgenti, vera e propria avanguardia dell'esercito austro-russo, tentarono il primo attacco a Bologna. La città fu presa alla fine di giugno.
Romagna
Il 1799 fu l'anno della grande Insorgenza che portò alla liberazione della Romagna dalle truppe napoleoniche. Fu determinante l'aiuto di Austria e Russia, che nel 1798 si erano coalizzate contro la Francia rivoluzionaria.

Il 17 maggio 1799 il Conte Matteo Manzoni, proclamato Comandante in campo di tutte le forze controrivoluzionarie di Lugo, forte dell'avanzata delle truppe austro-russe comandate dal generale Suvorov, al grido di Viva Francesco II! Viva Pio VI! abbatté i simboli repubblicani e ricollocò le insegne pontificie e le immagini della Santa Vergine. Il 7 aprile 1799 avvenne la prima insorgenza di Rimini. Quel giorno si svolse la processione della Madonna dell'Acqua, per chiedere la cessazione delle piogge che stavano danneggiando gravemente le colture. La proibizione di uscire dal sagrato delle chiese era tassativa. I fedeli sfidarono il divieto al grido di: Fuori la processione! Viva Maria!.
Il 27 maggio insorsero tutti i paesi delle vallate tra il Cesenate e il Montefeltro. Il 30 maggio 1799 gli insorti di Forlì, Lugo e Ravenna coalizzati insieme liberarono Faenza, costringendo le truppe del generale Pierre-Augustin Hulin alla fuga. Nello stesso giorno divampò la Grande Insorgenza riminese. Rimini era presidiata dalle truppe del generale Fabert, in allerta per l'imminente sbarco di un vascello austriaco. La rivolta fu guidata da un pescatore, Giuseppe Federici. Marinai e pescatori costrinsero le truppe francesi ad asserragliarsi dentro la città. Gli austriaci attraccarono indisturbati e marciarono insieme ai riminesi; i francesi, vista la mala parata, abbandonarono Rimini. Il giorno seguente fu grande festa: contadini, marinai e pescatori si reimpossessarono della città. Fabert ritentò l'attacco, ma fu respinto e costretto alla fuga sull'Appennino. Fu preso e catturato dagli insorti a San Leo.

### Repubblica Romana

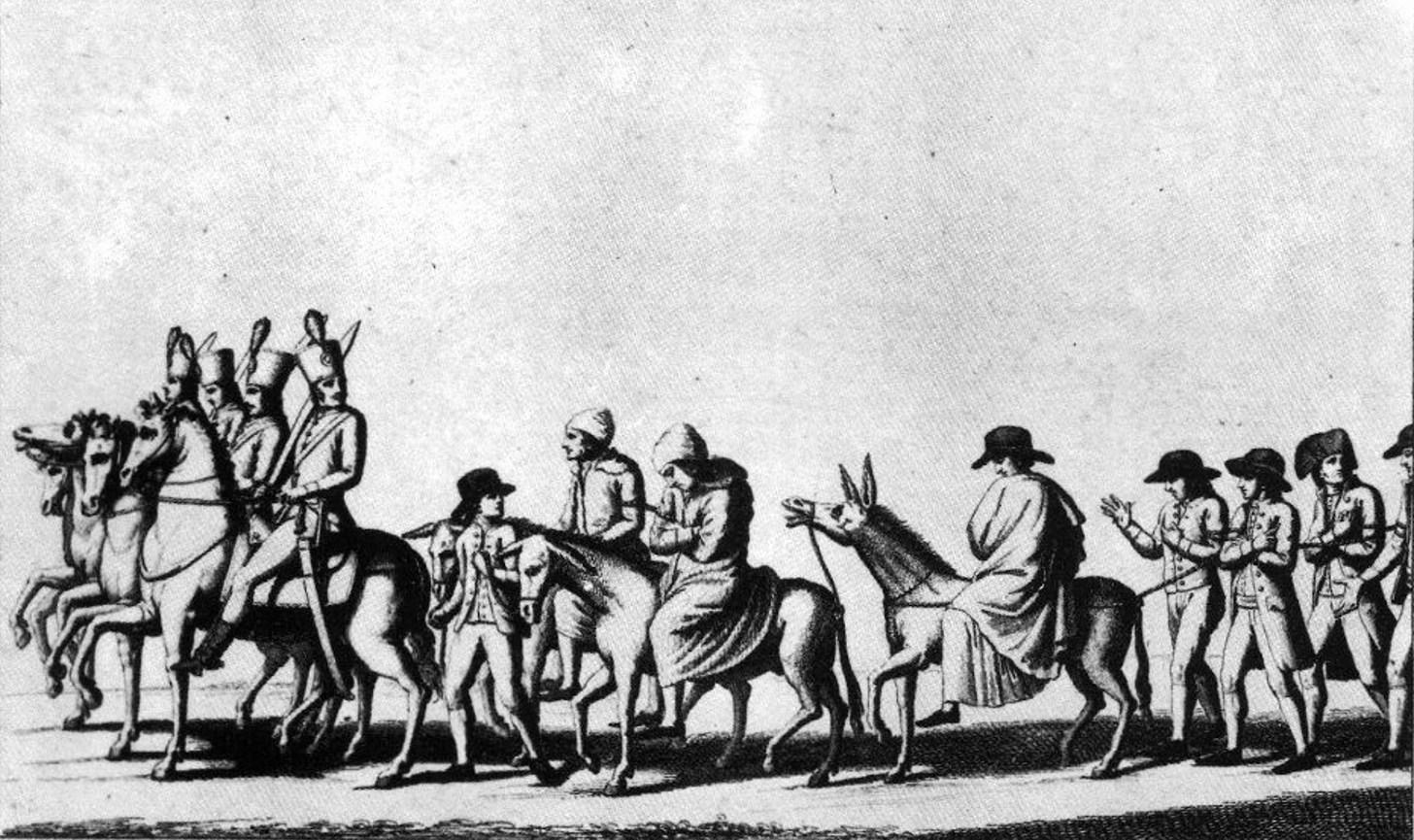
Dopo la conquista napoletana i due ultimi consoli della repubblica Romana catturati furono portati in corteo nella città come delinquenti.

Le sollevazioni ripresero sulla scia dei successi della coalizione austro-russa. Il 15 giugno 1799 Viterbo cacciò i giacobini, che dovettero ripiegare su Roma. Gli insorti si unirono agli orvietani e sconfissero i francesi a Bassano Romano. L'insorgenza si diffuse in tutto l'Alto Lazio. Successivamente si unirono anche gli aretini (vedi supra). Il 4 agosto gli insorti si prepararono a conquistare Roma, difesa dai repubblicani. Cominciarono le trattative per la resa. Il 19 settembre 1799 i francesi abbandonarono Roma, che entro fine del mese fu occupata dall'esercito del Regno di Napoli e quindi restituita al Papa.

### Repubblica Napoletana

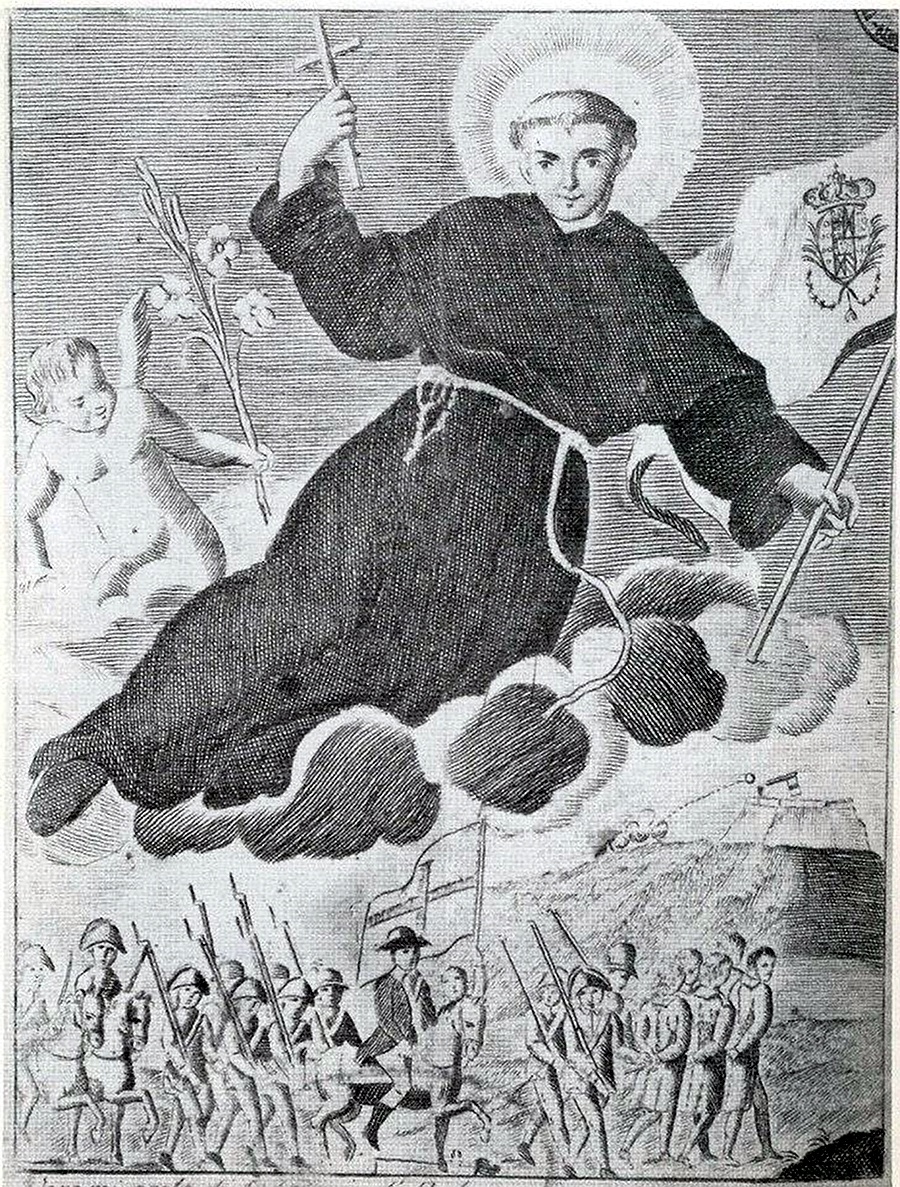
Stampa popolare del tempo raffigurante il miracolo della cannonata ad opera di San Antonio, che, secondo la credenza polare, aveva protetto il cardinale Ruffo e l'armata sanfedista e permesso un tiro miracoloso che abbatté il pennone della bandiera repubblicana issata su Castel Sant'Elmo durante la battaglia finale per l'ingresso in città.

L'invasione francese del Regno di Napoli ebbe inizio il 1º dicembre 1798. Le insorgenze popolari esplosero principalmente lungo la via seguita dall'esercito napoleonico nella sua avanzata. In Terra di Lavoro si sollevarono numerose città: Sessa Aurunca (che, quando la rivolta fu sedata, fu distrutta), Teano, Fondi, Castelforte e Itri. Rivolte scoppiarono anche negli Abruzzi. Quando l'esercito francese arrivò vittorioso nei pressi di Capua si concluse l'armistizio di Sparanise (13 gennaio 1799). L'esercito regolare borbonico smise di combattere. Nei giorni seguenti si tennero alcuni infruttuosi negoziati. Diverse città campane insorsero contro l'esercito francese, tra cui Pomigliano d'Arco. La città fu conquistata dai francesi (il paese fu incendiato e molti abitanti furono passati per le armi); successivamente venne proclamata la repubblica.
A Napoli fu combattuta una battaglia tra le truppe francesi e i patrioti napoletani da una parte ed i “Lazzari” dall'altra. Nei tre giorni di combattimento morirono tra gli 8 000 e i 10 000 lazzari. Dopo la fine della battaglia, il generale francese Jean Étienne Championnet fece pressioni sull'arcivescovo di Napoli al fine di fargli dichiarare che il sangue di San Gennaro si era sciolto al momento della vittoria delle truppe francesi. La seconda Repubblica Napoletana fu marcata da un deciso anticlericalismo su cui si innestarono correnti regaliste e giurisdizionaliste che accentuarono lo scontro ideologico.
La controffensiva antifrancese provenne da sud. Ai primi di giugno entrò nel Principato Ultra l'esercito del cardinale Fabrizio Ruffo, vicario generale del re in esilio Ferdinando IV. Il Ruffo aveva costituito un'armata di volontari, da lui stesso reclutati, che formavano l'«Esercito della Santa Fede in Nostro Signore Gesù Cristo». L'armata, muovendo dalla Calabria, aveva liberato tutti i paesi di quella regione, della Basilicata e della Puglia. Sul suo cammino giustiziò molti dei sostenitori della repubblica. Tra questi, a Potenza fu ucciso il vescovo Giovanni Andrea Serrao, che avendo benedetto nel 1793 l'albero della libertà si era pubblicamente schierato con i giacobini.
Tra maggio e giugno il grosso dell'esercito francese prese la via del nord; a difesa di Napoli rimasero solo tre corpi. L'esercito di Ruffo si attendò a Nola. Ad esso si erano aggiunti contingenti inglesi, russi ed austriaci sbarcati dall'ammiraglio Orazio Nelson sulle coste della Calabria. Anche un contingente turco faceva parte della spedizione, in quanto l'Impero Ottomano aveva aderito alla Seconda coalizione. Infine, una squadra navale anglo-borbonica, al comando dell'ammiraglio Nelson, bloccava le coste. Da Nola, Ruffo si mosse a Somma Vesuviana e poi a Portici, conquistandole entrambe. Nella battaglia del 13 giugno l'Esercito della Santa Fede espugnò Napoli. La capitolazione fu firmata da: Ruffo e Micheroux per la parte regia, Foote per l'Inghilterra, Baillie per la Russia ed Acmet per i turchi. Gli ultimi soldati francesi furono imbarcati su una nave per Tolone.
I patrioti napoletani, sia moderati che giacobini, si erano rinchiusi nella fortezza di Napoli per opporre l'ultima resistenza. Venuti a patti con il cardinale Ruffo, che aveva promesso loro salva la vita, si arresero. Invece pochi giorni dopo numerosi repubblicani furono giustiziati. Nei mesi successivi, una giunta nominata da Ferdinando IV, ritornato a Napoli, processò i repubblicani catturati mandandone a morte i principali esponenti. Su circa 8 000 prigionieri, 124 furono giustiziati, 6 graziati, 222 condannati all'ergastolo, 322 a pene minori, 288 alla deportazione e 67 all'esilio. Nell'ambito della distruzione dei simboli repubblicani, furono disperse anche le spoglie di Masaniello sepolte nella Basilica del Carmine, essendo egli stato il capopopolo del 1647, celebrato dai rivoluzionari come un precursore della Repubblica.

## Le insorgenze del periodo napoleonico

### Dal 1800 al 1808

#### Quadro storico
Nella primavera del 1800 Napoleone iniziò la sua seconda campagna d'Italia. In giugno riportò la vittoria decisiva a Marengo, riconquistando il controllo militare sulla penisola, che mantenne fino al 1814. Nuovi focolai di rivolta si accesero in molte regioni italiane, sfociando nel 1809 in una nuova insorgenza di carattere nazionale. Nel 1814, con la definitiva caduta del potere napoleonico, cessarono i moti popolari.

#### Le insorgenze
- Piemonte e Valle d'Aosta: i moti scoppiarono allorché le truppe francesi lasciarono i loro presìdi per andare a combattere contro l'Austria. Ricominciarono gli assalti ai repubblicani; milizie formate da contadini presero il controllo di intere zone. Alcuni nomi: la "Lunga" nel Dipartimento del Tanaro, la "Diciotto" nella media Val Trompia, la "Becurio" nel territorio tra Giaveno e Torino, le bande "Data" e "Truppa" nel Canavese, la "Cacciatori Violino" nelle province di Mondovì e Cuneo. Nel 1801 si verificarono moti in Valle d'Aosta: l'insorgenza scoppiò quando giunse la notizia delle sconfitte francesi sul Mincio. I moti cominciarono a Châtillon e si diffusero fino ad Aosta, dove il comandante francese Merek fu costretto alla resa. La rivolta dilagò in Piemonte. A metà gennaio gli insorti assalirono Ivrea, ma furono respinti lasciando sul campo 300 fra morti e feriti. Nel marzo insorse l'Astigiano, mentre altre rivolte scoppiarono nelle valli liguri del Bisagno e del Polcevera.
- Liguria: l'avvenimento più importante fu l'assedio di Genova (aprile-giugno 1800). La principale formazione antifrancese fu organizzata dall'aristocratico Luigi Domenico Assereto, che si mise a capo di 10 000 insorgenti. La rivolta terminò con la fucilazione di molti tra gli insorti.
- Ex ducati di Parma e Modena: con la riconquista napoleonica del Nord Italia, negli anni 1801-1802 ripresero le insorgenze, dapprima nel Modenese (Modena, Sassuolo, San Felice) e poi nel Reggiano. Negli anni successivi si diffusero nel territorio bande di irregolari che misero più volte in difficoltà i presidi militari francesi. Nel gennaio 1806 scoppiò una grande rivolta nella zona tra Castellarano e Sassuolo. Nell'ex ducato di Parma e nell'Oltrepò Pavese[49], le prime insorgenze scoppiarono nel 1805-1806. Causa scatenante fu la leva di massa ordinata dai francesi, che imposero alla popolazione di fornire non meno di 6 000 uomini. La prima città ad insorgere fu, nel dicembre 1805, Castel San Giovanni. Ad essa seguirono tutti i principali centri (da Salsomaggiore a Pellegrino, da Pontremoli a Bobbio, da Castell'Arquato a Borgo Val di Taro). Gli insorti furono migliaia. Capi dell'insorgenza furono, nel Parmense, Giuseppe Brussardi, detto il "Generale Mozzetta" e, nel Piacentino, Agostino Daturi (non De Torri come si credeva)[50], detto "Foppiano". A fine gennaio 1806 i francesi riportarono vittorie militari sugli insorgenti. Dopo che ebbero appiccato il fuoco a un intero villaggio, Mezzano Scotti di Bobbio, la rivolta terminò. Seguirono processi e condanne a morte.
- Veneto: nell'ottobre 1805, mentre gli eserciti francese ed austriaco erano in guerra, si sollevò il paese di Crespino, seguito ben presto da tutto il Polesine. La rivolta cessò spontaneamente allorché le forze austriache furono richiamate al fronte. Nondimeno, la condanna della Francia vittoriosa fu spietata: all'inizio del 1806 gli abitanti di Crespino furono privati della cittadinanza e dichiarati "colonia" di gente senza patria. Solamente un anno dopo (11 gennaio 1807), Napoleone con un suo decreto revocò il provvedimento.
- Toscana: il 15 ottobre 1800 i francesi occuparono Firenze, Prato e Pistoia. Il Granduca, in esilio a Vienna, istituì un governo provvisorio; gli abitanti di Arezzo ne ottennero il comando. Fu formato un corpo di 7 000 uomini, alla guida di Giovan Battista Albergotti, capomassa dei Viva Maria. I francesi, ottenuti rinforzi dalla fortezza di Ancona, bombardarono Arezzo, che capitolò il 19 ottobre. Il Monte di Pietà, le chiese e i conventi furono tutti saccheggiati. I francesi imposero una forte contribuzione, fecero saltare in aria la fortezza e rasero al suolo due porte monumentali della città. Dopo la caduta di Arezzo la rivolta non cessò, ma si diffuse in tutta la regione nella forma del brigantaggio. Nel 1801 si scatenò una nuova rivolta, in Valdarno e in Val di Chiana. A Portoferraio gli abitanti resistettero 31 mesi ai francesi, arrendendosi solamente su esplicita richiesta del Granduca.
- Bolognese, Ferrarese e Romagna: la prima insorgenza scoppiò nel settembre 1800 e fu repressa dal generale Pino. Nel 1805 si registrò un nuovo moto popolare.
- Marche ed Umbria: la fortezza di Civitella del Tronto resistette per mesi fino al 21 maggio 1806. Dopo la caduta, i cittadini e gli abitanti del contado, accusati di collaborazionismo, furono massacrati.

#### L'insurrezione calabrese
Napoleone conquistò il Regno di Napoli nel 1806. Fin dal mese di marzo si verificarono i primi attacchi alle truppe francesi, in Calabria e Basilicata. Per tutta risposta, gli occupanti iniziarono una caccia all'uomo e saccheggiarono sei villaggi, tra cui Soveria Mannelli. Altre rivolte si verificarono in aprile. In giugno due capimassa, Sciarpa e Panedigrano, tentarono, a sette anni di distanza dall'impresa del 1799, di fomentare la rivolta in Calabria. Furono raggiunti da Fra Diavolo che, con 600 uomini, sbarcò ad Amantea e si impadronì della città. I reali, dal loro esilio a Palermo, decisero di appoggiare la rivolta inviando un esercito di 6 000 inglesi guidati dal generale Stuart. Il 4 luglio Fra Diavolo e Stuart riportarono la prima vittoria. Successivamente furono presi diversi villaggi. La controffensiva francese fu affidata al generale Andrea Massena, maresciallo di Francia, che aveva 14 000 soldati. La repressione iniziò in agosto con l'incendio di Lauria, che provocò la morte di migliaia di abitanti. In ottobre un esercito popolare di 3 000 uomini, guidato da Antonio Santoro, detto "Re Coremme", occupò Acri. I francesi li assalirono e bruciarono la città. Nello stesso periodo fu catturato Fra Diavolo vicino a Salerno; venne fucilato a Napoli l'11 novembre 1806. Amantea resistette dal settembre 1806 fino al febbraio 1807 (Assedio di Amantea). I morti per i francesi furono 800, mentre Amantea perse 2 200 abitanti. Successivamente capitolarono altri villaggi: Longobardi (data alle fiamme), Belmonte, Maratea (Assedio di Maratea). In questa città fu stipulato un regolare accordo tra vincitori e vinti: gli sconfitti poterono tornare alle proprie case dietro il giuramento che non avrebbero mai più combattuto contro i francesi. Nel maggio 1807 Santoro, con i suoi uomini, e Nicola Gargiulo con le sue truppe, occuparono Crotone. Solo il 10 luglio i francesi riuscirono a entrare in città. Le ultime città calabresi a cadere furono Reggio e Scilla, nel febbraio 1808.

### L'insorgenza generale del 1809
Nell'aprile 1809 l'Austria, coalizzatasi con l'Inghilterra (Quinta coalizione), riprese la guerra contro Napoleone. L'arciduca Giovanni d'Asburgo, al comando di due corpi d'armata, tentò l'invasione del nord Italia. Fu affrontato dall'armata franco-italiana di Eugenio di Beauharnais.
Durante lo svolgersi della guerra, diverse aree della penisola furono attraversate da moti popolari, com'era già avvenuto dieci anni prima. Lo scontro militare fu vinto dall'armata del Beauharnais.
- Lombardia: insorsero i dipartimenti alpini e quelli del Lario, poi i territori di Brescia, Como e Sondrio. Nel Mantovano insorsero Ostiglia, Sermide, Castelvetro e Pavullo. Tornarono a insorgere le zone a ridosso delle terre imperiali, come la Valtellina (dove combatté Corrado Juvalta, agente e ufficiale imperiale di Teglio) e la Val Camonica[22].
- Ex Ducato di Modena: scoppiarono sommosse nel Dipartimento del Panaro, a Spilamberto, Vignola, Sassuolo, Bobbio, Castelfranco Emilia, Samoggia, Maranello, Finale Emilia, Formigine e Pavullo.
- Veneto: i primi moti si ebbero a Lonigo, Zevio, Isola della Scala, Legnago, Vicenza, Badia Polesine, Rovigo ed in Istria. Successivamente la rivolta dilagò: insorse tutto il Trentino e la vicina Asiago (8 luglio 1809, oggi considerato l'anniversario dell'«insorgenza veneta»)[52], poi Feltre, Belluno, Bassano, Schio, i Dipartimenti dell'Adige, Piave, Bacchiglione, Adriatico, Tagliamento. Nel Veronese, la rivolta divampò nel capoluogo e in diversi altri comuni; lo stesso nel Padovano e nel Polesine. Né l'Istria né la Dalmazia rimasero quiete: in estate insorsero tutti i centri principali: il 21 luglio Sebenico, il 2 agosto Spalato, poi Lesina, Zara e Rovigno.
- Ferrarese, Bolognese e Romagna: il malcontento esistente "per le soverchie tasse, per la leva, per le leggi che nell'intento di riformare, tutto avevano rovesciato dell'antico governo", esplose a seguito di un decreto emesso il 10 aprile 1809, che complicava notevolmente il modo di esigere le tasse sulla farina macinata, al punto che i mugnai lungo il Po smisero di macinare, provocando carenza di farina innescando quindi i primi moti[53]. Nel Dipartimento del Basso Po insorsero i centri principali (Bondeno, Comacchio, Copparo, Argenta, Portomaggiore); la rivolta si concluse ai primi di novembre dopo la notizia del trattato di pace firmato tra Napoleone e l'Austria. Nel Dipartimento del Reno moti popolari scoppiarono a Cento, Minerbio, Budrio, Galliera, Castel San Pietro, Molinella, Imola, Bazzano, Porretta, Loiano, Pianoro, San Giovanni in Persiceto, Castiglione dei Pepoli e Vergato.
- Marche: insorsero Loreto, Cingoli, Macerata, Osimo, Fabriano, Fermo e Ascoli. La lotta armata antinapoleonica continuò anche negli anni seguenti.[senza fonte]

Nel 1814 dopo la fallita Campagna di Russia di Napoleone, si verificarono nuove insorgenze nell'Alto Lazio.

#### L'insorgenza tirolese

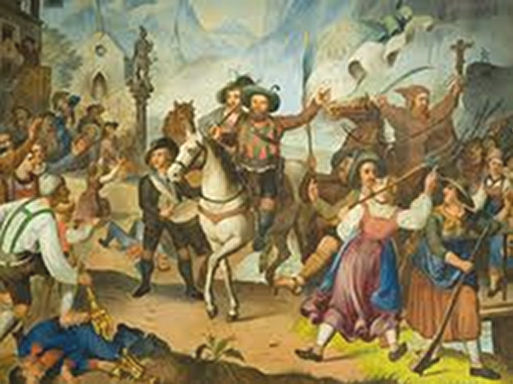
Dipinto popolare del tempo raffigurante al centro Andreas Hofer a cavallo festeggiato dalla popolazione armata con attrezzi del lavoro agricolo, a sinistra in basso un popolano recupera suppellettili religiose dorate da un soldato francese ucciso, a destra un monaco brandisce un crocefisso e una sciabola, sullo sfondo una chiesa e una colonna con statua di santo.

Nel 1806, in seguito alla sconfitta dell'Austria nella guerra della Terza coalizione, il Tirolo fu annesso al Regno di Baviera. Tre anni dopo il ministro del re, Maximilian von Montgelas, adottò dei provvedimenti anticristiani: soppressione delle cerimonie di culto, soppressione delle processioni, nonché dei matrimoni e dei funerali religiosi. Proibì addirittura il suono delle campane. Sorse una Chiesa clandestina: le cerimonie si tenevano nei fienili; il sacerdote si vestiva da contadino per non essere riconosciuto. La rivolta cominciò il 9 aprile. Andreas Hofer fu il protagonista dell'insurrezione tirolese. All'inizio fu seguito da 400 uomini, che nel corso dell'insorgenza salirono a 18 000. Hofer ottenne le prime vittorie ad Innsbruck e in altre città del Tirolo del Nord. Gli scontri più aspri si svolsero ai piedi del monte Isel. La prima battaglia si tenne a fine maggio; la seconda a metà agosto. Entrambe videro la vittoria degli insorgenti. Nella seconda, Hofer sconfisse il Maresciallo di Francia, generale François Joseph Lefebvre, che fu costretto alla fuga. Incoraggiati da tali successi, si sollevarono anche Trento (21 agosto) e Rovereto (il 29), unendosi agli insorti. Verso la fine di settembre iniziò la controffensiva italo-franco-bavarese e il 14 ottobre con la Pace di Schönbrunn l'imperatore d'Austria rinunciò al Tirolo, che rimase così indifeso.
La regione fu attaccata da nord, da est e da sud da Napoleone che, deciso a sopprimere l'insurrezione, inviò due eserciti, cinque battaglioni e due squadroni. Di fronte a tale sproporzione di forze, Hofer valutò la possibilità di arrendersi per evitare inutili spargimenti di sangue. Ma i francesi rigettarono la richiesta di armistizio. Sotto l'attacco del generale Drouet, caddero dapprima Trento e Lavis. In entrambe le città ci furono massacri di civili. Hofer allora contrattaccò e riportò una vittoria in Val Passiria (14 novembre). Le sovrabbondanti forze italo-franco-bavaresi ebbero la meglio. Ai primi di dicembre la situazione fu normalizzata. I francesi si vendicarono sulla popolazione: furono commesse stragi a Matrei, Sillian, in Val Pusteria ed a Novacella (ove furono bruciate tutte le case). Hofer, che dai primi di dicembre si nascondeva protetto dalla popolazione, fu catturato il 18 gennaio 1810 per una delazione. Fu giustiziato il 20 febbraio a Mantova.
Dopo la cessazione delle rivolte, i responsabili furono portati alla sbarra. Le commissioni militari speciali lavorarono fino al 1811. Le condanne a morte furono decine, gli anni di carcere comminati centinaia.

## I caduti
Non esistono calcoli complessivi sui caduti dell'intero periodo delle insorgenze. Si possono invece elencare gli scontri che hanno provocato il più alto numero di morti:
- Nella difesa di Napoli (1799) morirono 10 000 lazzari (il Thiéboult calcola che nel solo 1799 gli insorgenti caduti nel Regno di Napoli furono 60 000);
- A San Severo il 25 febbraio 1799 caddero 3 000 insorgenti;
- Ad Andria il 23 marzo caddero 4 000 insorgenti, dei quali 550 furono passati a fil di spada[56];
- Ad Amantea caddero 2 200 insorgenti;
- Nel 1799 a Mondovì (il 22 maggio)[57] e ad Isernia caddero 1 500 insorgenti.